# Alogamia

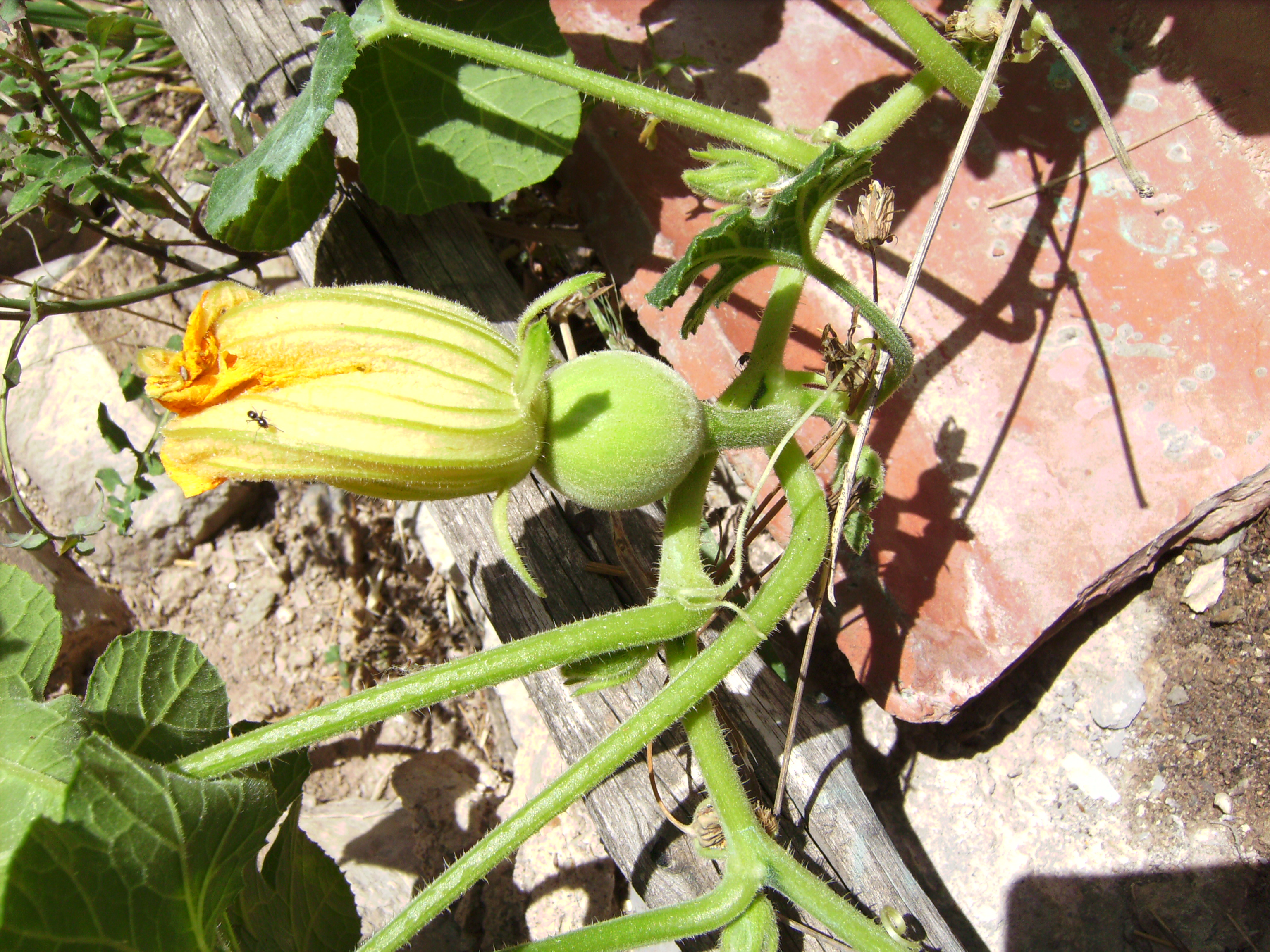
La calabaza tiene flores masculinas y femeninas (como ésta) en individuos separados que hacen que la alogamia esté prácticamente asegurada.

La alogamia es un tipo de reproducción sexual en plantas consistente en la polinización cruzada y fecundación entre individuos genéticamente diferentes. Este tipo de reproducción favorece la producción de individuos genéticamente nuevos y, por ende, la generación constante de variabilidad genética en las poblaciones. Existen mecanismos que favorecen la polinización cruzada en plantas tales como la autoincompatibilidad, la heterostilia, la hercogamia y la dioecia.
En la evolución de plantas fueron apareciendo mecanismos de reproducción que favorecían la alogamia y que excluían total o parcialmente la autogamia. La dioecia es el más importante de ellos ya que las gametas masculinas y femeninas se originan separadamente en individuos diferentes (el espárrago es un ejemplo de planta dioica). Las gametas masculinas y femeninas se desarrollan en lugares diferentes de una misma planta (por ejemplo, en maíz) o bien se desarrollan asincrónicamente, esto es madura antes el gineceo o el androceo de la misma flor (ejemplo: algunos helechos y algunas árboles con polinización anemófila). 
Un gran número de angiospermas poseían flores hermafroditas con estambres y carpelos en la misma flor y eran en su mayoría autoincompatibles. Aún hoy la situación perdura. Las angiospermas más modernas se caracterizan por ser monoicas o dioicas. Es más, se han descrito algunas especies como Bryonia, por ejemplo, que presenta individuos monoicos y dioicos.
En la mayoría de las familias de las angiospermas la estructura floral es tal que previene la transferencia accidental del polen al estigma. En otras palabras, la estructura floral es tan elaborada que solo la ayuda de polinizadores (insectos, pájaros) garantiza la transferencia del polen al estigma de otra flor. 
El androceo y el gineceo de las flores de algunas especies madura uno a continuación del otro, fenómeno llamado dicogamia —en la homogamia, por el contrario ambos verticilos florales maduran simultáneamente—. En las flores protándricas, el androceo madura antes que el gineceo, mientras que en las flores protogínicas, el gineceo es el que madura primero. 